# Zahme Sau
Zahme Sau – taktyka walki powietrznej, używana przez Luftwaffe przeciwko nocnym nalotom bombowym w 1943 roku. Podobnie jak Wilde Sau oparta była na zasadzie wolnych polowań, która przewidywała całkowite uniezależnienie nocnych myśliwców od naprowadzania na cel za pomocą naziemnych urządzeń radiolokacyjnych. Myśliwce miały poszukiwać swoich celów kierując się w stronę strumienia bombowców dzięki wskazówkom radiowym pochodzącym od personelu naziemnego.

## Zarys
Niewielkie grupy nocnych myśliwców dwusilnikowych, posługując się systemem nawigacyjnym Y, powinny jak najwcześniej dołączać do nieprzyjacielskiej wyprawy bombowej. Przesyłane przez kolejne grupy dane pozwoliłoby dowództwu obrony przeciwlotniczej określić kurs strumienia bombowców i ułatwić włączanie do walki kolejnych samolotów, które dzięki pokładowej aparaturze radarowej mogłyby przechwytywać konkretne bombowce.
Zahme Sau stanowiła odejście od taktyki Himmelbett, opartej na działaniach bliskiego zasięgu. Wymagała od załogi doskonałego wyszkolenia nawigacyjnego, ponieważ loty odbywały w sporych odległościach od macierzystej bazy, bez widoczności ziemi.